# Keith Swanwick
Keith Swanwick é um pesquisador e educador musical de nacionalidade britânica que, inspirado indiretamente pela obra de Piaget, propôs a teoria sobre o desenvolvimento musical de crianças e adolescentes, e investigou diferentes maneiras de ensinar e aprender música. Segundo a Teoria Espiral do Desenvolvimento Musical, proposta por Swanwick, o homem se desenvolve por etapas, como em uma espiral: Antes da pronúncia do vocabulário, sons; antes da vida adulta, uma vida infantil e pré-adulta; etc. Praticamente toda a base teórica da pesquisa de Swanwick, organizando o desenvolvimento do indivíduo em etapas, é semelhante a de Piaget. Não havendo em suas obras citação clara a Piaget.

## Vida Acadêmica
Professor emérito do Instituto de Educação da Universidade de Londres, Swanwick é formado pela Royal Academy of Music, em Londres, um dos mais aclamados conservatórios musicais do mundo.

## O Modelo C(L)A(S)P
O Modelo C(L)A(S)P - Composição, Literatura (Literary Studies - Estudos literários), Apreciação, Técnica (Skills - Habilidades) e Performance - de Swanwick, propõe uma aprendizagem musical baseada na vivência das suas três formas práticas - composição musical, Apreciação musical e Execução Musical - complementadas ao lado de atividades de "suporte" , desenvolvimento técnico e literário-musical. Esta vivência deverá abarcar a música existente e a criada pelos próprios alunos, ao contrário de estar centrada na aprendizagem de conceitos abstratos onde a música é utilizada para exemplificar a música do outro, e o que o professor está ensinando. Em outras palavras, o que se propõe é que o aluno esteja sempre se relacionando com música e não somente com o conhecimento sobre música. Que aprenda música, musicalmente.
Alguns teóricos e estudantes pensaram na tradução desse modelo para T(E)C(L)A - Técnica, Execução, Composição, Literatura e Apreciação. Esta tradução, porém, não é recomendada para o entendimento do modelo, pois a ordem das letras já encerra em si um significado filosófico e psicológico, demonstrando que a composição musical e a Performance devem ser prioritariamente aplicadas, mediatizadas pela apreciação. A tradução proposta sugere uma prevalência do estudo técnico e físico, em detrimento de uma educação musical que equilibre os processos de performance e composição através do ouvir música.